# Péntek 13. (film, 2009)
A Péntek 13. (eredeti cím: Friday the 13th) 2009-ben bemutatott amerikai horrorfilm, melyet Damian Shannon és Mark Swift forgatókönyvéből Marcus Nispel rendezett. A film az 1980-ban indult Péntek 13.-filmsorozat remake-je, egyben a széria tizenkettedik része.
Az Amerikai Egyesült Államokban 2009. február 13-án mutatták be.

## Cselekmény
1980. június 13-án Jason Voorhees gyermekként végignézi, ahogy édesanyját, Pamelát (azaz Mrs. Voorheest) lefejezi egy gyermektábori felügyelő, aki a gyilkos nő elől próbál elmenekülni a Kristálytavi táborból. Harminc évvel később egy fiatalokból álló társaság, Wade, Richie, Mike, Whitney és Amanda a Kristály-tóhoz mennek túrázni, megkeresni egy marihuánaültetvényt, amely az erdő egyik részén nő. Ezen az éjszakán az immár felnőtt Jason meggyilkol a társaságból mindenkit, de Whitney életét megkíméli és elrabolja, mert hasonlít a fiatal Pamelára.
Hat héttel később Trent, a barátnője, Jenna és barátaik, Chelsea, Bree, Chewie, Nolan és Lawrence megérkeznek Trent szüleinek hétvégi nyaralójába, amely a Kristály-tó partján van. A társaság semmit sem tud a korábbi gyilkosságokról. Whitney fivére, Clay Miller is a tóhoz érkezik, megkeresni eltűnt testvérét. Clay ellátogat Trent nyaralójához is, ahol Jenna hajlandó segíteni neki Whitney megkeresésében. Kutatásuk közben Jason megöli a tavon vízisíelő Chelsea-t és Nolant. Clay és Jenna elérnek egy régi Kristály-tavi kempinghez, ahol látják Jasont egy holttestet cipelve hazatérni elhagyatott tábori házába.
Jenna és Clay futva indulnak figyelmeztetni a többieket Jasonről, aki szintén megérkezik és lekapcsolja a nyaraló villamosenergia-ellátását. Jason végez Chewie-vel és Lawrence-szel a nyaralón kívül, majd belopakodik a házba és Bree-t is megöli. Trent, Clay és Jenna elmenekül egy kabinba, de Trent is a sorozatgyilkos áldozatául esik. Jason visszaűzi Clayt és Jennát a kempinghez, ahol Clay felfedezi Jason barlangját, majd megtalálják a falhoz láncolt húgát. Clay kiszabadítja Whitneyt és mindhárman próbálnak elmenekülni Jason megérkezte előtt. Menekülésük közben Jason megöli Jennát. Jason üldözőbe veszi Clayt és Whitneyt, a lány úgy tesz, mintha Pamela volna, ez idő alatt Claynek sikerül mellkason szúrnia a gyilkost saját machete-jével és megfojtania egy lánccal. Clay belegurítja Jason holttestét a tóba.
Mielőtt Clay és Whitney távozhatna, Jason feltör a vízből és megragadja Whitneyt a mólóról.

## Szereplők
| Szerep         | Színész            | Magyar hang       |
| -------------- | ------------------ | ----------------- |
| Jason Voorhees | Derek Mears        | nem szólal meg    |
| Clay Miller    | Jared Padalecki    | Király Adrián     |
| Whitney Miller | Amanda Righetti    | Wégner Judit      |
| Jenna          | Danielle Panabaker | Németh Borbála    |
| Trent DeMarco  | Travis Van Winkle  | Markovics Tamás   |
| Wade           | Jonathan Sadowski  | Karácsonyi Zoltán |
| Bree           | Julianna Guill     | Molnár Ilona      |
| Amanda         | America Olivo      | Sánta Annamária   |
| Richie         | Ben Feldman        | Hamvas Dániel     |
| Mike           | Nick Mennell       | Moser Károly      |
| Chelsea        | Willa Ford         | Nádorfi Krisztina |
| Chewie         | Aaron Yoo          | Kossuth Gábor     |

## A film készítése
A filmet eleinte eredettörténetnek tervezték, de a projekt később átalakult az eredeti Péntek 13.-filmek remake-jévé. Jason Voorhest  karcsú, fürge gyilkosként alkották újra, akinek háttértörténete a nézőkből rokonszenvet vált ki anélkül, hogy elveszítené fenyegető jellegét. Jason maszkját – kisebb módosításokkal – a Péntek 13. – III. rész: Véres kirándulás-ban látható maszk öntőformája segítségével alkották meg. A Péntek 13. producerei felhasználták Harry Manfredini eredeti filmzenéjét is, elismerve annak kultikus jellegét.

## Fogadtatás
A Metacritic oldalán a film értékelése 34% a 100-ból, ami 29 véleményen alapul. A Rotten Tomatoeson a Péntek 13. 25%-os minősítést tart, 166 értékelés alapján.